# 아저씨 우리 결혼할까요?
《아저씨 우리 결혼할까요?》(我老婆唔夠秤: My Wife Is 18)는 홍콩에서 제작된 완세생 감독의 2002년 코미디, 멜로/로맨스 영화이다. 정이건와 채탁연이 주연으로 출연하였고 나국강 등이 제작에 참여하였다.
이 영화의 줄거리는 런던시에서 30세 남성이 3명의 여성 심사위원 앞에 앉아있는 상황에서 시작한다.

## 출연

### 주연
- 정이건 - 십삼
- 채탁연 - 요요

### 조연
- 차완완 - 유선생
- 요벽아 - 이선생
- 등건홍 - 임선생
- 정중기 - 브루스
- 임산산 - 교장
- 뇌신혜 - 요요의 친구
- 오요한 - 교수

## 기타
- 미술: 장세안
- 출품인: 임소명

## SBS 성우진 (2005년 12월 25일)
- 정미숙 - 요요(채탁연)
- 김승준 - 십삼(정이건)
- 최옥희 - 교장(임산산)
- 손정아 - 유선생(차완완) / 요요의 엄마(조여밍)
- 배주영 - 이선생(요벽아)
- 표영재 - 임선생(등건홍)
- 김관진 - 교수(오요한) / 브루스(정중기)
- 김용준 - 켈빈(초홍막) / 레오(찬유기)
- 정현경 - 요요의 친구(뇌신혜) / 애나(아네이라 최)
- 이자옥 - 학생(로소기)
- 박만영 - 신부(팀 파이크)
- 장은숙 - 학생(이칭의)
- 정재헌 - 요요의 전 남친(나수륜) / 로만(가위담)